# Rowień
Rowień (niem. Rowin)  – część miasta Żor o charakterze podmiejskim, położona na północny zachód od centrum miasta, w rejonie ulicy Rybnickiej. Wraz z Folwarkami tworzy dzielnicę Rowień-Folwarki.

## Historia
Rowień to dawna wieś. W 1861 roku zamieszkiwało ją 391 ludzi narodowości polskiej (tylko pięciu Żydów) w 47 domach. Wieś posiadła 395 mórg roli i należała do parfaii katolickiej Boguszowice. Znajdował się tu młyn wodny o nazwie Bys, a także tartak i kuźnica. Według spisu ludności z 1 grudnia 1910 roku na Folwarkach mieszkało 808 osób, w tym 743 Polaków i ośmiu Niemców. Pod względem administracyjnym stanowiły one gminę jednostkową w powiecie rybnickim, od 1922 w woj. śląskim. 1 października 1924 zniesiono obszary dworskie na obszarze województwa śląskiego, w związku z czym do gminy jednostkowej Rowień włączono część przedzielonego obszaru dworskiego Folwarki.
Podczas II wojny światowej włączone do III Rzeszy, gdzie Niemcy utworzyli 23 lipca 1941 zbiorową gminę Folwarki (Vorbriegen) składającą się z dotychczasowych gmin jednostkowych Baranowitz (Baranowice), Eichendorf (Skrzeczkowice), Klischczow (Kleszczów), Oschin (Osiny), Rogoisna (Rogoźna), Rowin (Rowień) i Vorbriegen (Folwarki). 13 kwietnia 1943 gminę Folwarki  (Vorbriegen) przekształcono w gminę Rowień (Rowin), przyłączając do niej Gottartowitz  (Gotartowice) z gminy Chwałowice (Chwallowitz), lecz odłączając od niej a) Baranowice, Kleszczów, Osiny i Rogoźnę, które utworzyły gminę Baranowice oraz b) Skrzeczkowice, które weszły w skład nowo utworzonej gminy Świerklany Dolne (Nieder Schwirklan).
Po wojnie anulowano zmiany administracyjne wprowadzone przez okupanta. 1 grudnia 1945 władze polskie zniosły gminy jednostkowe na terenie województwa śląskiego, zastępując je gminami zbiorowymi. Przedwojenną gminę jednostkową Rowień przekształcono w gromadę, która weszła w skład nowej zbiorowej gminy Boguszowice w powiecie rybnickim, oprócz Wygody, którą odłączono od Rownia i włączono do Żor.
Jesienią 1954 roku zniesino w Polsce gminy, zastępując je gromadami, przez co Rowień stał się siedzibą nowo utworzonej gromady Rowień. 31 grudnia 1961 gromadę Rowień zniesiono, a jej obszar włączono do gromady Gotartowice w tymże powiecie, która przetrwała do końca 1972 roku, czyli do kolejnej reformy gminnej.
1 stycznia 1973 Rowień wszedł w skład nowo utworzonej zbiorowej gminy Baranowice. 27 maja 1975 gminę Baranowice zniesiono, włączając jej cały obszar (z Rowniem) do Żor.